# Leonel Marshall
Pour les articles homonymes, voir Marshall.
Leonell Marshall est un joueur cubain de volley-ball né le 25 septembre 1979 à La Havane. Il mesure 1,96 m et joue réceptionneur-attaquant.
Il est le fils de Leonel Marshall Steward ancien joueur de volley-ball cubain, médaillé de bronze aux Jeux olympiques de 1976.

Il fait partie du groupe de joueurs cubains ayant fui leur sélection nationale lors du tournoi de Noël 2001 en Belgique, avec Ihosvany Hernandez, Yasser Romero, Angel Dennis, Ramon Moya Gato et Jorge Luis Hernandez. 
Il est connu pour être l'un des joueurs les plus aériens de la planète volley.

## Clubs
| Club                | Pays    | De                    | À                            |
| ------------------- | ------- | --------------------- | ---------------------------- |
| Cuba                | Cuba    | 1997-1998             | 1997-1998                    |
| Tomei Livourne      | Italie  | 1998-1999             | 1999-2000                    |
| Cuba                | Cuba    | 2000-2001             | septembre 2001-décembre 2001 |
| Inactif             |         | janvier 2002-mai 2002 | 2002-2003                    |
| Pallavolo Plaisance | Italie  | 2003-2004             | 2006-2007                    |
| M. Rome Volley      | Italie  | 2007-2008             | 2007-2008                    |
| Pallavolo Plaisance | Italie  | 2008-2009             | 2009-2010                    |
| Fenerbahçe SK       | Turquie | 2010-2011             | 2013-2014                    |
| Arkas SK            | Turquie | 2014-2015             | 2014-2015                    |
| Beijing Qiche NPJ   | Chine   | 2015-2016             | 2015-2016                    |
| Pallavolo Plaisance | Italie  | 2016-2017             | ...                          |

## Palmarès

### En club
- Top Teams Cup (1)
  - Vainqueur : 2006
- Coupe de la CEV (1)
  - Vainqueur : 2008
- Challenge Cup (1)
  - Vainqueur : 2014
- Championnat d'Italie (1)
  - Vainqueur : 2009
- Supercoupe d'Italie (1)
  - Vainqueur : 2009
- Championnat de Turquie (3)
  - Vainqueur : 2011, 2012, 2015
- Coupe de Turquie (1)
  - Vainqueur : 2012
- Supercoupe de Turquie (2)
  - Vainqueur : 2011, 2012

### En sélection
- Copa America (1)
  - Vainqueur : 2000

### Distinctions individuelles
- 2001 : Meilleur serveur de Ligue mondiale
- 2006 : Top Teams Cup
- 2011 : Meilleur joueur du Championnat de Turquie
- 2011 : Meilleur attaquant du Championnat de Turquie
- 2011 : Meilleur réceptionneur du Championnat de Turquie
- 2014 : Meilleur réceptionneur du Championnat de Turquie
- 2014 : Meilleur réceptionneur du Championnat de Turquie